# René Veillon
René Veillon né le 29 février 1864 à Mortagne-au-Perche et mort le 18 avril 1920 à Val-et-Châtillon est un peintre français.

## Biographie
René Marie Joseph Veillon est le fils d’Alphonse Émile Veillon (1838-1905), photographe, et de Célestine Jeanne Joubert.
Élève de son père et de Paul Saïn, il débute au Salon en  1885. Il obtient le prix Brizard en 1888.
Il épouse Julia Clouet en 1893
En 1896, il devient maire de Val-et-Châtillon en Meurthe-et-Moselle.
Durant toute la Première Guerre mondiale, il reste emprisonné à Rastatt en Allemagne.

## Distinctions
- Chevalier de la Légion d'honneur en 1923 (à titre posthume)[4].